# Echinus esculentus
Echinus esculentus é uma espécie de invertebrado da família Echinidae.
Pode ser encontrada nos seguintes países: Bélgica, Dinamarca, França, Irlanda, os Países Baixos, Noruega, Portugal, Espanha, Suécia e o Reino Unido.

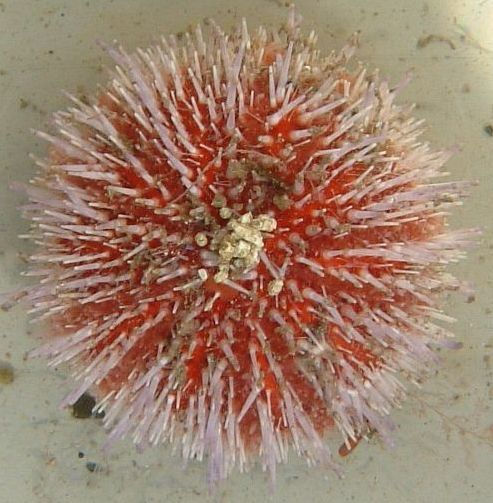
Echinus esculentus